# Islam Karimov
Islom Karimov
Pour les articles homonymes, voir Karimov.
Islom Abdug‘aniyevich Karimov (en ouzbek cyrillique : Ислом Абдуғаниевич Каримов ; en russe : Ислам Абдуганиевич Каримов), souvent transcrit en Islam Karimov, né le 30 janvier 1938 à Samarcande et mort officiellement le 2 septembre 2016 (à Tachkent ou Moscou selon les sources), est un homme d'État ouzbek, président du Soviet suprême de la RSS d'Ouzbékistan du 24 mars 1990 au 1er septembre 1991 puis de la république d'Ouzbékistan du 1er septembre 1991 à sa mort.

## Biographie

### Enfance
Islam Karimov est né le 30 janvier 1938 à Samarcande, en Union soviétique.
Sa biographie officielle indique qu'il est issu d'une « famille de fonctionnaires ».
D'après un câble de l'ambassade des États-Unis à Tachkent, Islam Karimov n'est pas, contrairement à certaines versions de la biographie officielle, un orphelin, mais est issu d'une famille de Samarcande et a six frères et une sœur. D'après le journaliste Bruce Pannier de Radio Free Europe, il est envoyé dans un orphelinat, à l'âge de trois ans, après que son père a été libéré de prison. Il est renvoyé vers sa famille peu de temps après, l'orphelinat devenant surchargé avec l'engagement militaire de l'Union soviétique dans la Seconde Guerre mondiale. Turbulent, il est renvoyé à l'orphelinat à l'âge de 7 ans, en 1945, jusqu'à sa majorité.
Les versions varient également sur son origine sociale, attribuant aux parents d'Islam Karimov un statut de fonctionnaires ou de travailleurs pauvres.

### Formation
D'après le journaliste Bruce Pannier, « il n'existe [de cette période] que des bribes d'informations de proches et de fréquentations anonymes [...] qui qualifient Karimov d'“étudiant exceptionnel” ou de “notoire voleur de pastèques sur le marché de Samarcande” et ayant un mauvais caractère ».
Islam Karimov suit des études supérieures à Tachkent et devient ingénieur en machines-outils et économiste. Il adhère en 1964 au Parti communiste de l'Union soviétique.
Il s'éloigne de sa famille à la suite de l'implication de son frère dans une affaire de corruption à partir de la fin 1985. Islam Karimov, qui est alors vice-président du Gosplan et attend une promotion, élabore une version de sa biographie selon laquelle il a grandi dans un orphelinat et ne fait plus aucune mention de sa famille afin de ne pas compromettre sa carrière. Les liens avec sa famille sont définitivement rompus en 1989.

### Carrière politique

#### Période soviétique
D'après la biographie officielle, Karimov poursuit son ascension dans l'appareil du parti et participe en 1966 à l’élaboration du plan quinquennal de la république socialiste soviétique d'Ouzbékistan. Il devient ministre des Finances en 1983, vice-Premier ministre en 1986 puis Premier secrétaire du Parti communiste d'Ouzbékistan en 1989. Le 24 mars 1990, il devient président du Soviet suprême et, après l'effondrement de l'URSS et l'indépendance du pays, déclarée le 31 août 1991, il assume le rôle de président de la République en attendant l'élection présidentielle du 29 décembre.
En 1991, Islam Karimov annonce qu'il ne suivra pas la voie suivie par les autres républiques socialistes soviétiques devenues indépendantes et que l'Ouzbékistan maintient une économie centralisée et planifiée.

#### Chef d'État de l'Ouzbékistan

##### Élection de 1991

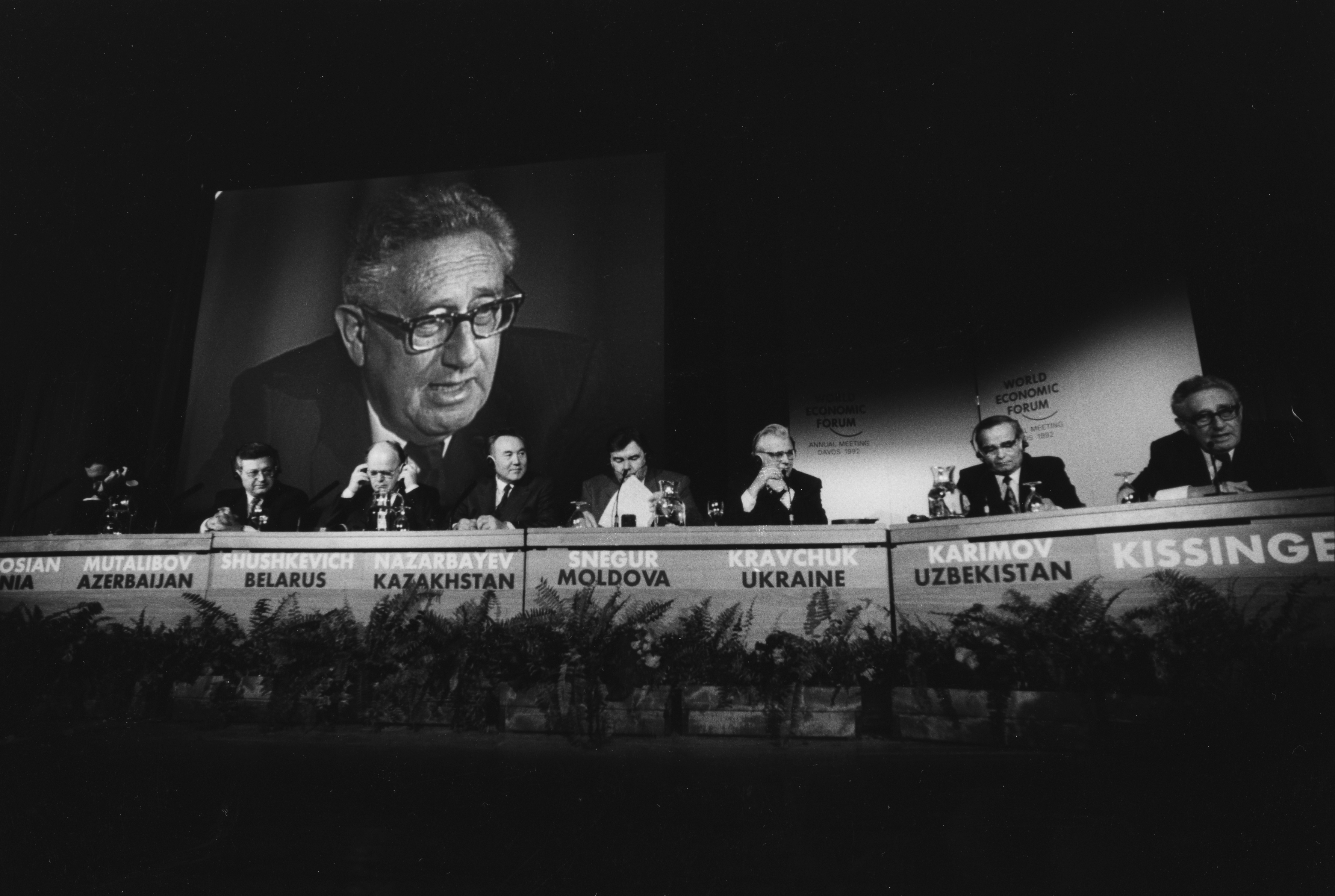
Islam Karimov siégeant au Forum économique mondial de 1992 avec les dirigeants des anciennes républiques soviétiques.

Le 1er novembre 1991, le Parti communiste d'Ouzbékistan est renommé Parti démocratique populaire d'Ouzbékistan.
Islam Karimov gagne la première élection présidentielle de 1991 avec 86 % des suffrages, contre Muhammad Solih du parti Erk. L'élection est qualifiée de « sévèrement entachée » par les observateurs internationaux,.
En 1995, il organise un référendum qui étend son mandat jusqu'en 2000 et obtient 99,6 % des voix exprimées (avec un taux de participation de 99,3 %). Puis, Karimov est réélu le 9 janvier 2000 avec 91,6 % des voix face au seul autre candidat, Abdoulaziz Djalalov. Djalalov ne cache même pas qu'il n'est qu'un candidat servant à donner au régime un minimum de façade démocratique ni qu'il a personnellement voté pour Karimov. Le 27 janvier 2002, Karimov fait encore prolonger son mandat par référendum.

##### Années 2000 et 2010

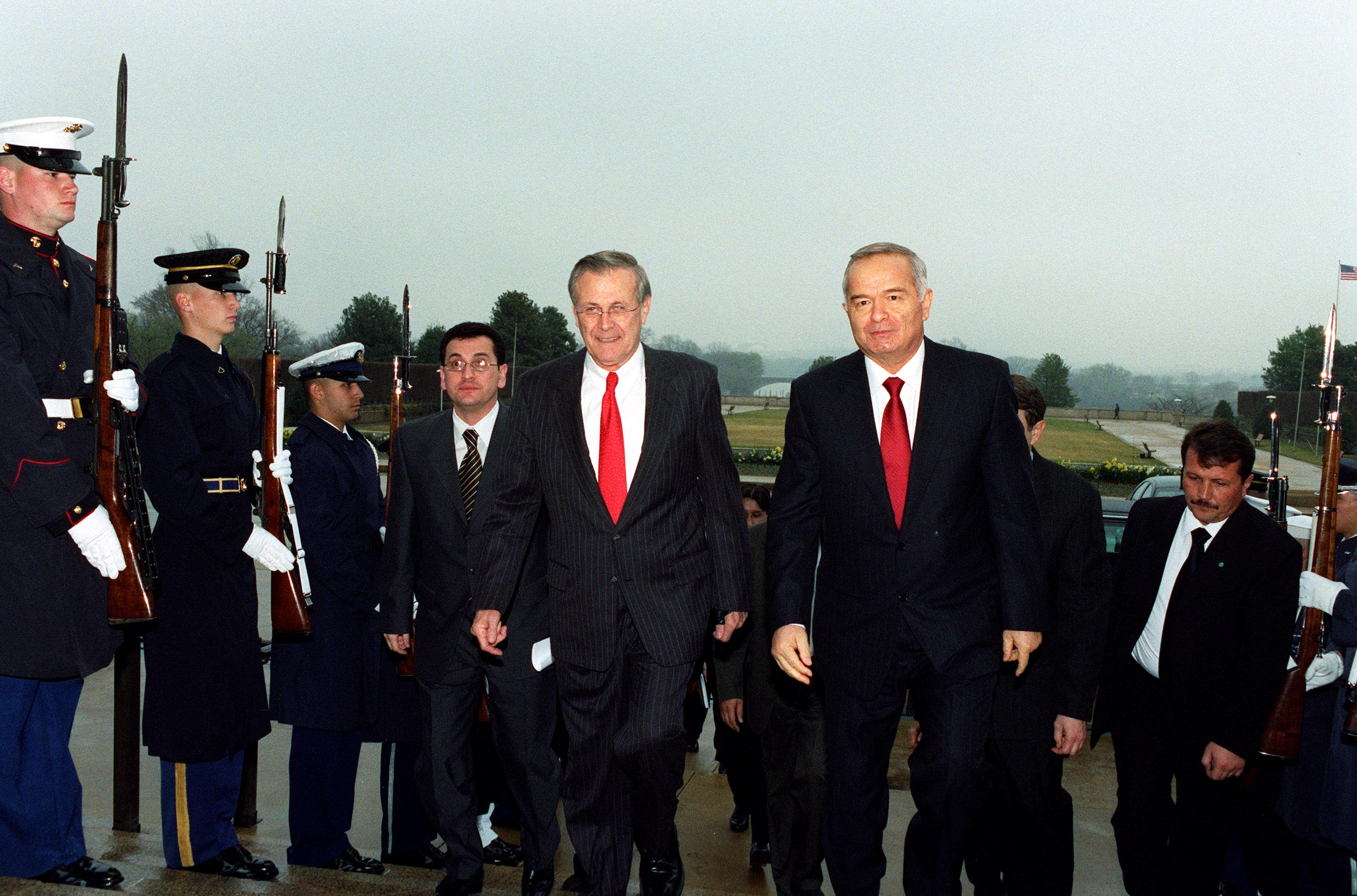
Islam Karimov avec le secrétaire à la Défense Donald Rumsfeld au Pentagone en 2002.

Lors de l'élection présidentielle de 2000, Islam Karimov est réélu avec 91,9 % des suffrages exprimés. Elle n'a pas fait l'objet d'une observation par l'OSCE.
Après les attentats du 11 septembre 2001, Karimov ouvre son territoire et ses bases aériennes aux militaires américains qui combattent en Afghanistan. L’Ouzbékistan devient pour quelques années un allié stratégique des États-Unis, et ce jusqu’en été 2005, quand il fait un brusque virage vers Moscou et expulse les militaires américains de son sol.
Le 23 décembre 2007, Karimov est à nouveau élu pour sept ans avec 88,1 % des voix. Trois autres candidats « alternatifs » participent au scrutin, mais ils soutiennent tous implicitement la candidature de leur « rival » Karimov.
Le Sénat de l'Ouzbékistan a approuvé le 5 décembre 2011 un amendement constitutionnel qui réduit le mandat présidentiel de sept à cinq ans. La Chambre basse du parlement, la Chambre législative, a approuvé le changement plus tôt. Le changement a été provoqué par le président Islam Karimov. La Constitution de l'Ouzbékistan avait fixé le mandat présidentiel à cinq ans, mais un référendum en 2002 a étendu le mandat à sept ans.

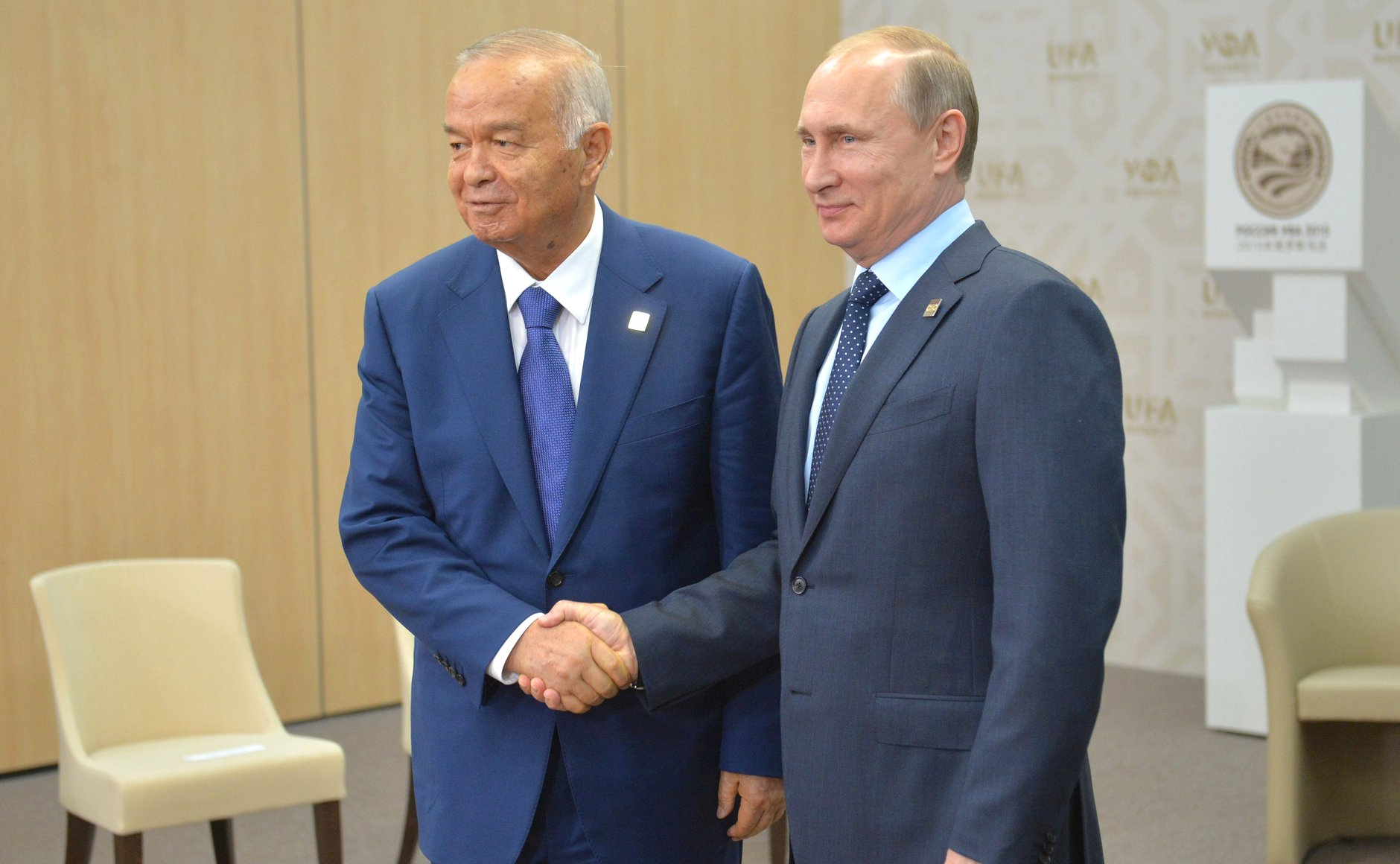
Rencontre entre le président Islam Karimov et le président russe Vladimir Poutine à Oufa en 2015.

En mars 2015, Islam Karimov est réélu avec plus de 90 % des suffrages. À 77 ans, le président le plus âgé des quinze anciennes républiques soviétiques repart donc pour un quatrième mandat de cinq ans. Le caractère démocratique du scrutin est une nouvelle fois contesté par la mission d'observation de l'Organisation pour la sécurité et la coopération en Europe.

### Politique étrangère
Coopérant militairement avec les États-Unis et économiquement avec l'Allemagne, l'Ouzbékistan est également liée avec la Russie, qui compte une forte diaspora ouzbek. Surtout jaloux de son indépendance, Karimov a fait quitter son pays de l'Organisation du traité de sécurité collective et a refusé d'adhérer à l'Union économique eurasiatique de Vladimir Poutine.

### Mort

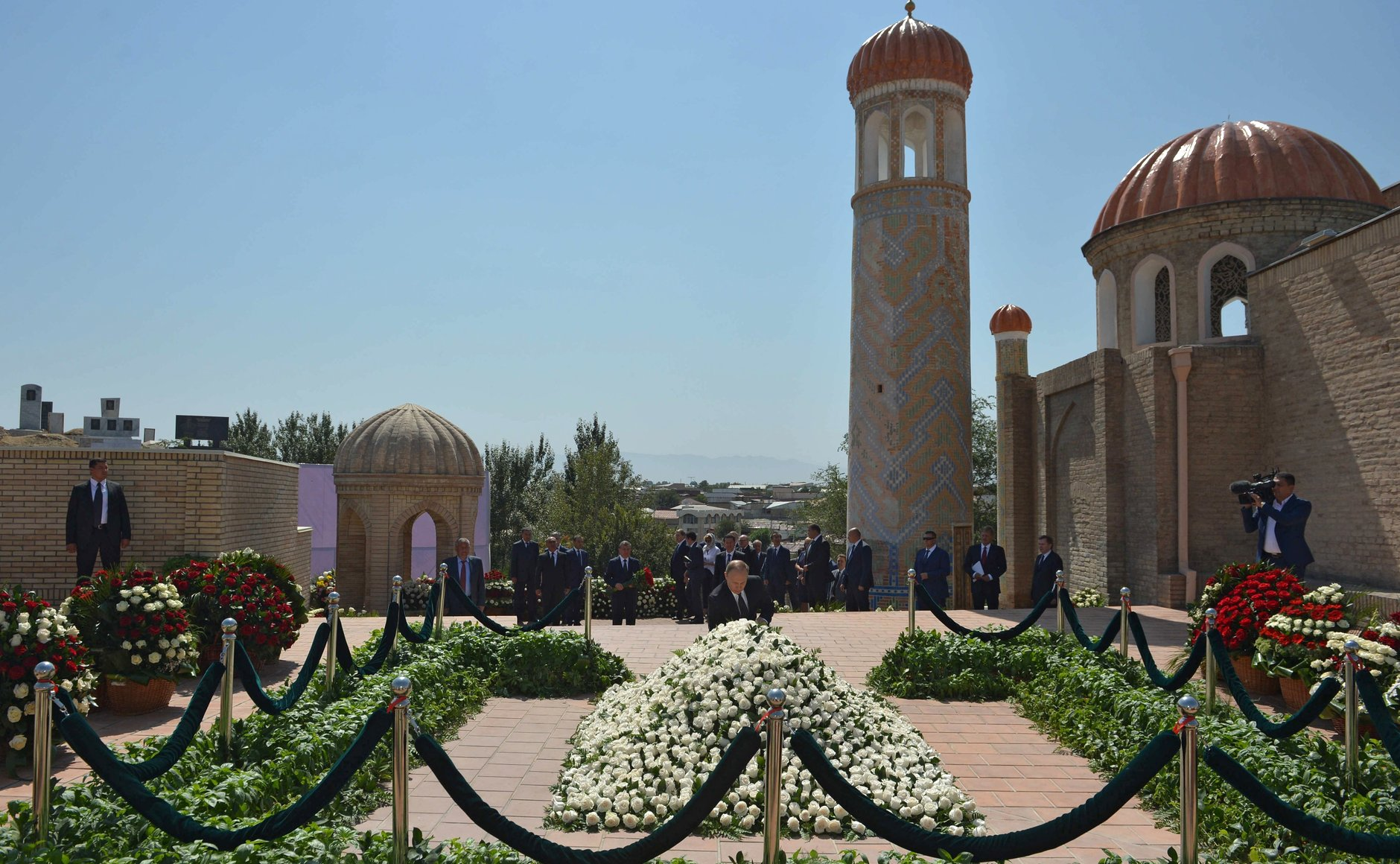
Le président russe Vladimir Poutine se recueillant sur la tombe de Karimov.

Le 27 août 2016, il est victime d'un accident vasculaire cérébral et est placé dans une unité de réanimation à Tachkent ou à Moscou. Sa mort, des suites d'une hémorragie cérébrale, est annoncée le 2 septembre 2016. Cette annonce de décès est relayée par des médias occidentaux citant les propos d'un diplomate mais n'est pas confirmée par l'agence de presse russe ITAR-TASS, alors que le Premier ministre turc Binali Yıldırım présente déjà ses condoléances. L'annonce du décès est faite par le gouvernement ouzbek en fin de soirée,. D'autres sources affirment qu'il serait mort dès le 28 août. C'est ainsi que le gouvernement ouzbek a ordonné, dès le 1er septembre, le nettoyage des rues et du cimetière de Samarcande, alors que des diplomates ouzbeks ont annoncé l'organisation d'une visite diplomatique, tandis que le feu d'artifice prévu pour commémorer l'indépendance a été reporté.
Le 3 septembre, il est enterré à Samarcande, avec la présence de dirigeants étrangers, dont le président tadjik, Emomalii Rahmon, le président du gouvernement de Russie, Dmitri Medvedev, et le Premier ministre du Kazakhstan, Karim Massimov.

## Famille
Karimov est marié à l'économiste Tatiana Akbarovna Karimova. Ils ont deux filles et trois petits-enfants.
Sa fille aînée, Gulnora Karimova (née en 1972), est très active dans le milieu des affaires. Elle a été ambassadrice d'Ouzbékistan à l'ONU.
Le 19 mai 2011, Lola Karimova-Tillyaeva, fille cadette du président ouzbek (née en 1978), attaque le journal français Rue89 pour « diffamation » de son père, notamment pour l'avoir qualifié de « dictateur ». Fin juin 2011, la 17e chambre correctionnelle du tribunal de grande instance de Paris relaxe Rue89 de toutes les accusations de la fille du président. Elle est ambassadrice d'Ouzbékistan à l'UNESCO

## Critiques
Les ONG présentes dans la région ainsi que l'ONU dénoncent les tortures, le manque de démocratie, la répression contre l’opposition politique et religieuse, le manque de liberté de la presse en Ouzbékistan sous la coupe de Karimov. Les différents scrutins lors duquel il est réélu sont jugés falsifiés par la diaspora en exil et l'Occident. Selon Human Rights Watch, des milliers d'opposants, journalistes et militants des droits de l'homme ont connu la prison, ainsi que la torture.
Le chef du parti Erk, Muhammad Solih, est obligé de partir en exil alors que son collègue Atanazar Oripov passe beaucoup de son temps en détention « provisoire ». Néanmoins la structure sociale qui existe en Ouzbékistan est très différente des sociétés occidentales qui laissent une plus grande liberté à l’individu. En Ouzbékistan, le pouvoir est basé en grande partie sur l'accord des mahallas (communautés de quartier) et il doit donc satisfaire un minimum aux exigences de la population. Il reste toutefois indubitable qu'en dehors de la soumission aux mahallas et aux représentants de l’islam officiel, la répression est féroce.
Voulant créer une image positive en Occident pour y obtenir des investissements dans les industries du pays en manque de réformes structurelles, Karimov essaie de montrer quelques signes d'évolution du régime. Ainsi, lors de la venue à Tachkent, en février 2004, de Donald Rumsfeld, secrétaire à la Défense des États-Unis, et des médias internationaux qui le suivent, Karimov fait libérer une femme condamnée à six ans de prison pour avoir dénoncé les tortures qui ont causé la mort de son fils.
Les vagues d'attentats en mars et juillet 2004 montrent que la répression musclée de Karimov n'a pas endigué le renouveau de l'islamisme armé dans la vallée de la Ferghana et que son alliance avec les États-Unis a été source de contestation. Karimov persiste à attribuer ces attentats au mouvement islamiste Hizb ut-Tahrir, alors que certains éléments permettent de croire qu'il peut s'agir d'actions du Mouvement islamique d'Ouzbékistan de Tohir Yo‘ldosh.
Le 13 mai 2005, il fait réprimer une insurrection à Andijan, dans la vallée de Ferghana, en faisant tirer sur les insurgés à la mitrailleuse lourde, causant 169 morts selon les sources officielles ouzbèkes, 769 morts selon l’opposition, des ONG présentes sur place estimant qu’il y en aurait plus d’un millier. En conséquence, les autorités européennes boycottent le pays pendant quatre ans.